# 初音姫
初音姫（はつねひめ、初根姫とも）は、戦国武将九鬼嘉隆の甥で嘉隆の先代当主であった九鬼澄隆の娘とされる人物。美しく生まれたことを悔い、非業の死を遂げたという伝承で知られ、「初音姫の墓の横に葬られたい」などと地元民から親しまれている。その塚からは多数の副葬品が見つかるなど、単なる伝承上の人物ではなく、実在の人物であることはほぼ確定している。

## 伝承概略
九鬼家の娘として生まれた初音姫の美しさは、志摩国中の地頭らが競って婚姻を申し込んだほどであった。父澄隆は甲賀籐九郎に嫁がせることを決めており、そのことを初音姫に申し伝えるが、初音姫は越賀玄番允と相思相愛である旨を打ち明け、これを聞き入れなかった。状況に憤る初音姫は波切から逃げ出し、玄番允のもとへ向かおうとするも、父や籐九郎に阻まれ、牢に閉じ込められるなどした。最後には、美しく生まれた不幸を嘆きながら、井戸の底へ身を投げたという。

## 資料抜粋
『伊勢市民話の旅』には、
と書かれているとおり、初音姫は澄隆の娘とされる伝承が受け入れられていることがわかる。
汗かき地蔵の看板（霊汗地蔵由来）には、
と書かれており、看板にある“天文”の記述が正しいとするならば、初音姫を天文21年出生の澄隆の娘とする伝承には無理が生じる。また、ここに書かれている“兼宗と言う悪人”は、『伊勢市民話の旅』に照らせば許婚の甲賀籐九郎ということになる。
大王町観光協会のパンフレットには、
とある。
いずれも伝承がベースであり文献に乏しい。

## 作品
- 志津三郎『九鬼嘉隆 信長・秀吉に仕えた水軍大将』 （PHP研究所、1995年）ISBN 4569567916 - 川面氏の娘として登場。

## 参考資料
- 霊汗地蔵由来の看板
- 大王町観光協会のパンフレット
- 伊勢市民話の旅 - 伊勢市内企業が発行